# Tiruvannamalai
Tiruvannamalai è una suddivisione dell'India, classificata come municipality, di 130.301 abitanti, capoluogo del distretto di Tiruvannamalai, nello stato federato del Tamil Nadu. In base al numero di abitanti la città rientra nella classe I (da 100.000 persone in su).

## Geografia fisica
La città è situata a 12° 13' 0 N e 79° 4' 0 E e ha un'altitudine di 170 m s.l.m..

## Società

### Evoluzione demografica
Al censimento del 2001 la popolazione di Tiruvannamalai assommava a 130.301 persone, delle quali 66.026 maschi e 64.275 femmine. I bambini di età inferiore o uguale ai sei anni assommavano a 14.146, dei quali 7.330 maschi e 6.816 femmine. Infine, coloro che erano in grado di saper almeno leggere e scrivere erano 96.908, dei quali 53.457 maschi e 43.451 femmine.